# Cyber-shot

Logo Cyber-shot

Cyber-shot è una linea di fotocamere digitali prodotte dall'azienda giapponese Sony, che commercializza dal 1996 fotocamere digitali.

## Caratteristiche
Esse si contraddistinguono per l'utilizzo delle lenti ottiche dell'azienda tedesca Carl Zeiss, per il gradevole design e per l'utilizzo come archiviazione, delle schede di memoria Memory Stick di proprietà della stessa Sony, anche se nei modelli più datati venivano utilizzate le Compact Flash. Tutte le fotocamere Cyber-shot utilizzano come identificativo di modello, il prefisso DSC, che è l'acronimo di "Digital Still Camera". Per un breve periodo di tempo (2008-2009) il modello Cyber-shot fu impiegato anche dalla Sony Ericcson per apparecchi combinati tra cellulare e fotocamera digitale.
Molti modelli Cyber-shot dispongono di un obiettivo integrato Carl Zeiss. Tuttavia, oltre al fatto che si tratta di fotocamere digitali con obiettivo intercambiabile, non ci sono tra le due molte caratteristiche comuni. La marca comprende un ampio spettro di modelli e di grandezze di fotocamere, funzioni e altre caratteristiche tecniche per ciascun gruppo target.

## Modelli
La gamma di Cyber-Shot era, fino al 2013:
- R series – Fotocamere compatte semi-professionali
  - RX100 (monta un sensore da 1" corrispondente al formato CX)
  - RX1 (monta un sensore FF)
  - RX100II (monta un sensore da 1" corrispondente al formato CX)
- T series – compatte fotocamere con touch screen
- H series – fotocamere a prestazione elevate con zoom ottico.
- W series – livello-base fotocamere.